# Soproni Krisztina
Soproni Krisztina (Pápa, 1984. május 6. –) labdarúgó, hátvéd. Jelenleg a Nagypáli NLSE játékosa.

## Pályafutása

### Klubcsapatban
2007-ig a Fészek Csempebolt csapatában játszott.
2007 és 2009 között a Nagykutas játékosa volt. 2009 és 2011 év vége között a Győri Dózsa együttesében szerepelt. Tagja volt a 2009–10-es idényben bajnoki bronzérmet szerzett csapatnak. 2012 februárjában visszatért korábbi együtteséhez a Nagypáli NLSE csapatához.

## Sikerei, díjai
- Magyar bajnokság
  - 3.: 2009–10